# Музей железных дорог России
Музей железных дорог России — музей в Санкт-Петербурге, открытый 25 июля 1978 года как музей Октябрьской железной дороги; современная площадка музея начала действовать 30 октября 2017 года, в день 180-летия Российских железных дорог. Входит в Союз музеев России, в Европейскую ассоциацию туристических и музейных железных дорог FEDECRAIL, во Всероссийское общество любителей железных дорог, в Российский комитет ИКОМ (секцию научно-технических музеев).

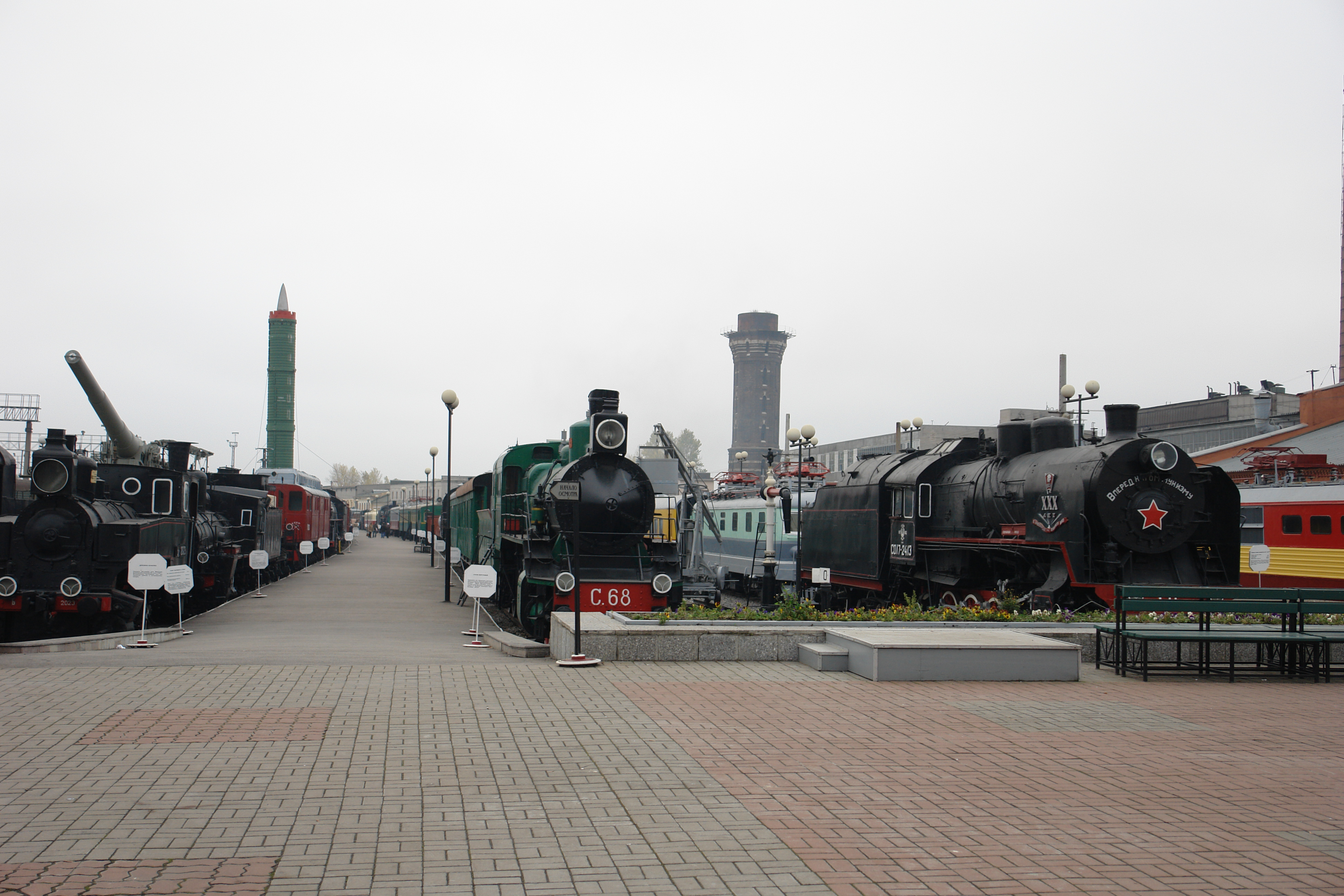
Общий вид музейной экспозиции на Варшавском вокзале, находившейся до 7 июня 2016 года. Паровоз С68 во главе центральной колонны

Фонды музея насчитывают более 45 тысяч единиц хранения, в том числе документы, фотографии, произведения изобразительного искусства, коллекции нумизматики, фалеристики, инструменты, приборы и редкие предметы железнодорожной тематики разных лет. Основа и главная ценность музея — коллекция из 118 единиц исторического подвижного состава. Редкие и уникальные локомотивы, вагоны, специальная и военная железнодорожная техника представлены в экспозиции — в музейных залах и на открытой площадке.

## История Музея железных дорог России

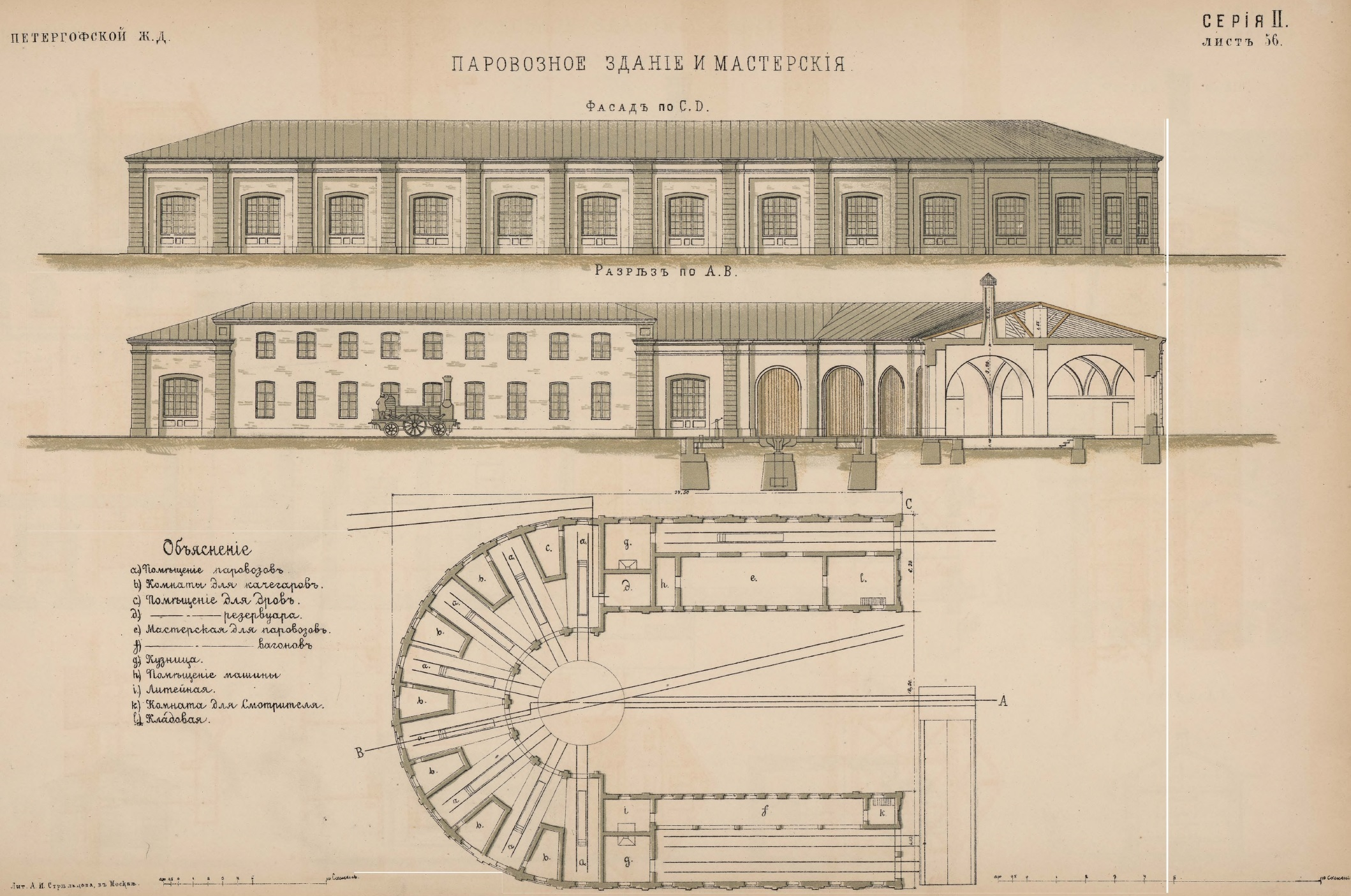
Здание локомотивного депо Петергофской железной дороги, являющиеся с 2017 года одним из корпусов музея.

Первым этапом в истории современного музея стало создание в 1978 году музея Октябрьской железной дороги.
В 1991 году на станции «Пост 16 км» (ныне «Паровозный музей») была открыта натурная экспозиция железнодорожной техники музея Октябрьской железной дороги, известная также как Музей железнодорожной техники имени В. В. Чубарова. Здесь коллекция техники размещалась до 2001 года, после чего была переведена на пути закрытого Варшавского вокзала в Санкт-Петербург.
В 2012 году принято решение о создании нового музея и с 2014 года начались строительные работы возле Балтийского вокзала в Санкт-Петербурге.
Летом 2016 года экспозиция подвижного состава переехала в новые корпуса. 30 октября 2017 года Музей железных дорог России открылся для посетителей.

## Здания и территория музея
Музей железных дорог России расположен в двух соединенных корпусах — здании бывшего локомотивного депо Петергофской железной дороги, построенном в 1850-х гг. по проекту архитектора А. Кракау, и повторяющем его по форме, но превосходящем по размерам, новом здании, построенном по проекту архитектора Н. Явейна (архитектурное бюро «Студия 44»). Часть экспонатов демонстрируются посетителям на открытой площадке. Общая площадь территории музея — более 50 000 м2, что сравнимо по размерам с Дворцовой площадью Санкт-Петербурга.
Экспозиция включает около 3500 экспонатов, в том числе 118 единиц исторического подвижного состава.
Экспозиция посвящена развитию железных дорог в России и мире от первых рельсовых путей и паровых машин до современных высокоскоростных поездов. Помимо натурных экспонатов, представлены макеты, инсталляции, интерактивные и мультимедийные объекты, модели и скульптуры (проект и реализация музейной экспозиции выполнена компанией КМВИ (Комбинат музейно-выставочного искусства).
Среди экспонатов Музея железных дорог России — подлинные раритеты, такие как модуль боевого железнодорожного ракетного комплекса РТ-23 УТТХ «Мо́лодец», паровоз С.68, танк-паровоз Ь.2023, паровоз ФД20, паровоз П36-0251 «Победа», тепловоз ТЭП80-002, секция электропоезда Сокол-250, вагон-салон Китайской Восточной железной дороги, уникальный разрезной паровоз ЭР и другие редкие экземпляры железнодорожной техники.
В музее представлены действующие макеты Царскосельской железной дороги и станции Владивосток Транссибирской дороги, мультимедийные комплексы «Тепловоз в разрезе», «Перрон времени», «Водоснабжение паровоза» и другие.
В день 76-летия полного освобождения Ленинграда от блокады в Музее был представлен к посещению вагон пригородного сообщения Ок № 3906 (производства Ленинградского вагоностроительного завода им. И. Е. Егорова). В военное время такие вагоны были переоборудованы для перевозки раненых в составе военно-санитарного поезда. Также представлен станок для перевозки тяжелораненых и больных конструкции НИИСИ-42 (назван по Научно-исследовательскому испытательному санитарному институту Красной Армии); подобные станки устанавливались в вагонах санитарных поездов. Открытие данного вагона — начало первой части выставочного проекта «Поезда милосердия», которую Музей железных дорог России проводит совместно с Военно-медицинским музеем. выставочный проект посвящён истории военно-санитарных поездов.
Сохранен запасник музея у платформы «Паровозный музей». Сегодня это фондовая площадка исторического подвижного состава. Доступа посетителей на фондовую площадку нет. У музея имеются собственные реставрационные мастерские по адресу наб. Обводного канала, д. 120 (бывшие производственно-дорожные мастерские ПДМ).
Музей предназначен для посетителей от 3 лет, дети до 14 лет посещают экспозицию вместе с родителями или в составе сопровождаемых групп.
Территория Музея полностью доступна для лиц с ограниченными возможностями.
В музее работает буфет, магазин сувениров. Для массовых мероприятий предусмотрены конференц- и выставочный залы.
В детском центре музея специалисты предлагают развлекательно-познавательные и специальные экскурсионные маршруты для детей от трёх лет, адаптированные для разных возрастных групп. Проводятся тематические праздники и дни рождения.
В музее находится действующий тренажер — симулятор кабины тепловоза ТЭП70, доступный посетителям музея. Тренажер дает возможность испытать различные дорожные ситуации при прохождении маршрута в качестве машиниста.

## Награды
В 2019 году проводился конкурс «Корпоративный музей», итоги которого подвели на форуме в Перми. В конкурсе приняли участие 44 российских корпоративных музея. Музей железных дорог России получил Гран-при в номинации «Лучший корпоративный музей». До этого на том же конкурсе музей побеждал в номинации «Общественное признание» по итогам онлайн-голосования. В международном сообществе железнодорожных музеев он также был номинирован на премию «Европейский музей года — 2019».